# Glapwell
Glapwell – wieś w Anglii, w hrabstwie Derbyshire, w dystrykcie Bolsover. Leży 33 km na północny wschód od miasta Derby i 203 km na północny zachód od Londynu. Miejscowość liczy 1467 mieszkańców.